# Варве (Вентспилсский край)
Ва́рве (латыш. Vārve) — населённый пункт в Вентспилсском крае Латвии. Входит в состав Варвской волости (административный центр — село Вентава). Находится на левом берегу реки Вента у региональной автодороги P108 (Вентспилс — Кулдига — Салдус). Расстояние до города Вентспилс составляет около 11 км. По данным на 2015 год, в населённом пункте проживало 339 человек.

## История
В советское время населённый пункт был центром Варвского сельсовета Вентспилсского района. В селе располагался совхоз «Вентспилс».